# فرودگاه ال نیدو
فرودگاه ال نیدو (به انگلیسی: El Nido Airport) یک فرودگاه با کد یاتا ENI است که یک باند فرود شن دارد و طول باند آن ۷۵۰ متر است. این فرودگاه در کشور فیلیپین قرار دارد .

## شرکت‌های هواپیمایی و مقصدهای پروازی
| شرکت‌های هواپیمایی | مقصدهای پروازی                                    |
| ----------------- | ------------------------------------------------- |
| AirSWIFT          | گدفریدو پی راموس، مکتان-کبو، کلارک، نینوی آکوئینو |